# Rio Grande de Matagalpa
O rio Grande de Matagalpa (em miskito, Awaltara; em matagalpa, Ucumulalí) é um rio da Nicarágua que desagua no mar das Caraíbas. Drena uma bacia de 18445 km² e tem um comprimento de 465 km. É o segundo mais longo rio da Nicarágua, depois do rio Coco. 